# The Times of Israel
The Times of Israel – gazeta internetowa założona w 2012 roku przez izraelskiego dziennikarza Davida Horovitza i amerykańskiego inwestora Setha Klarmana. Poświęcona jest tematyce rozwoju społeczności żydowskich w Izraelu i w diasporze.

## Historia i założenia programowe

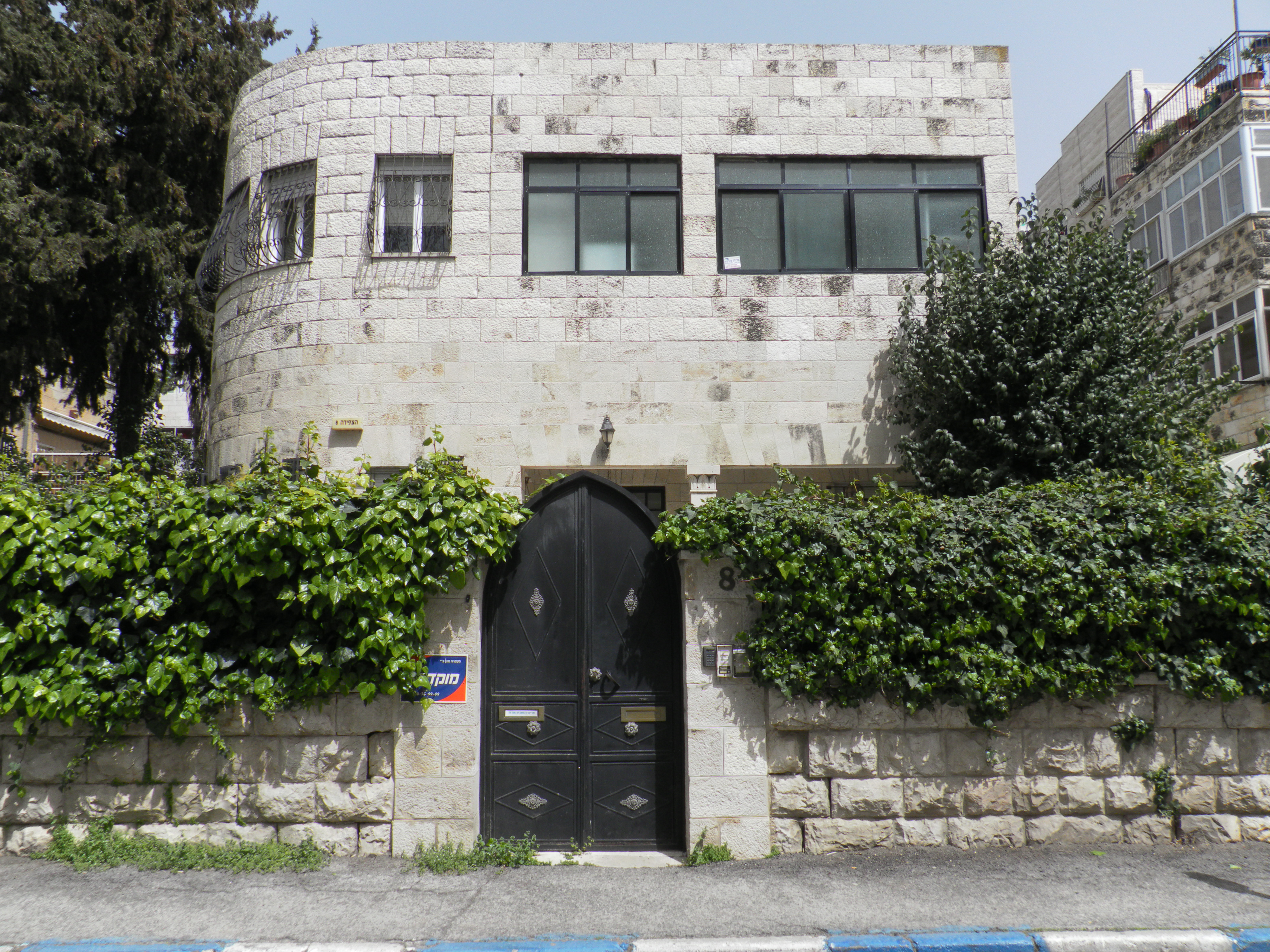
Siedziba The Times of Israel

Pomysł założenia gazety internetowej poświęconej sprawom diaspory żydowskiej wyszedł od byłego szefa konserwatywnej gazety Jerusalem Post, Davida Horovitza, który pozyskał dla swego projektu amerykańskiego inwestora i miliardera Setha Klarmana. Od momentu założenia w 2012 roku portalu informacyjnego The Times of Israel obaj są, w równych częściach, jego właścicielami, Klarman jako inwestor i Horovitz jako redaktor naczelny. Celem nowej gazety było, według deklaracji Horovitza, dostarczenie czytelnikowi kompleksowego obrazu szybko zmieniającego się regionalnego otoczenia. Według oświadczenia zespołu redakcyjnego Times of Israel nie jest powiązany z żadną partią polityczną. Informacje stara się przedstawiać w sposób bezstronny oferując przy tym szerokie spektrum analiz i opinii. Główny punkt ciężkości kładzie na rozwój społeczności żydowskich w całej diasporze, służąc tym samym jako globalny punkt odniesienia dla świata żydowskiego. W gazecie znajduje się również przegląd prasy hebrajskiej i arabskojęzycznej. Głównym językiem portalu jest angielski, co wynika ze szczególnych cech kraju imigracyjnego, jakim jest Izrael. Adresatami portalu są nowi przybysze, którzy jeszcze nie muszą się uczyć hebrajskiego, oraz ci, którzy mieszkają w diasporze i są jednocześnie zainteresowani aktualnymi wiadomościami z Izraela, mając przy tym duży wybór anglojęzycznych mediów zajmujących się tym krajem, takich jak Ynet, Ha-Arec czy Aruc Szewa. Dodatkowym powodem wyboru języka angielskiego, jest fakt, iż jest on językiem ojczystym pochodzącego z Londynu Davida Horovitza. Times of Israel jest publikowany w języku angielskim, arabskim, perskim, francuskim i chińskim. Według własnych oświadczeń ma (październik 2017) 3,5 miliona czytelników miesięcznie.